# Guaranty Building
Het Guaranty Building, nu bekend als Prudential Building, is een vroege vorm van de eerste wolkenkrabbers in Buffalo, New York. Het gebouw is gerealiseerd in 1896 en is ontworpen door Louis Sullivan en Dankmar Adler.
Sullivans ontwerp van het gebouw was gebaseerd op het idee "form follows function". Hij en Adler verdeelden het gebouw in vier zones, zichtbaar in de expressie en ornamenten van het gevelbeeld.  De kelder was de zone voor mechanische en ulitaire functies. Gezien deze verdieping ondergronds was, hoefde deze functie niet getoond te worden in het gevelbeeld. De tweede zone op de begane grond daarentegen vulde een publieke functie, met publieke entrees, lobbies en winkelruimtes aan de straat. De derde zone bestond uit de identieke kantoor-verdiepingen, met kantoorcellen geclusterd rond liftschachten. De laatste zone op de bovenste verdieping sloot het geheel af, bestaand de weggewerkte utiliteitsfuncties en een paar kantoorruimtes.
De stalen draagconstructie was verfraaid met terracottablokken. De verschillende expressies van de gevelversieringen benadrukken de drie verschillende zones van het gebouw. 

## Galerij

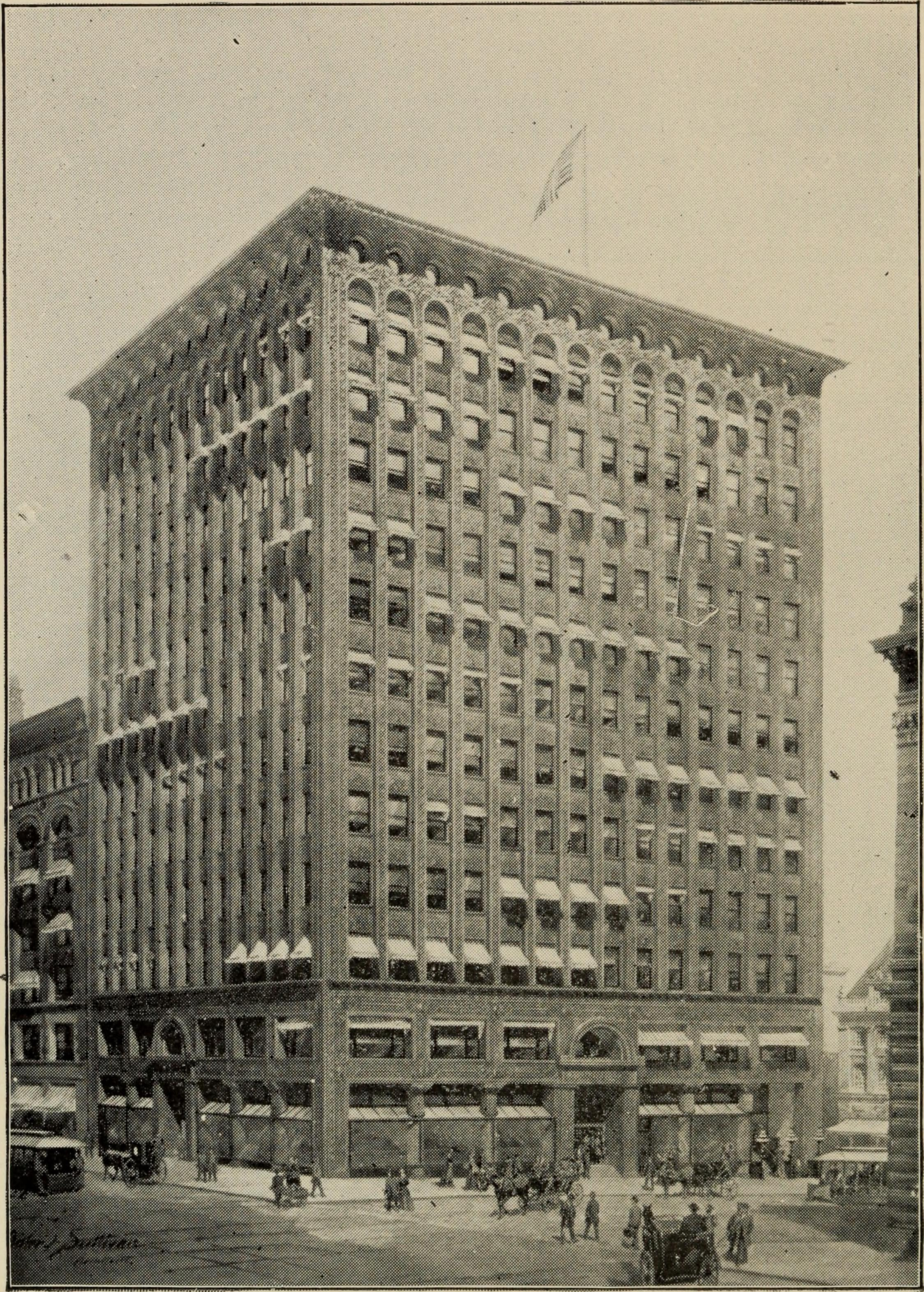
Guaranty Building, 1896
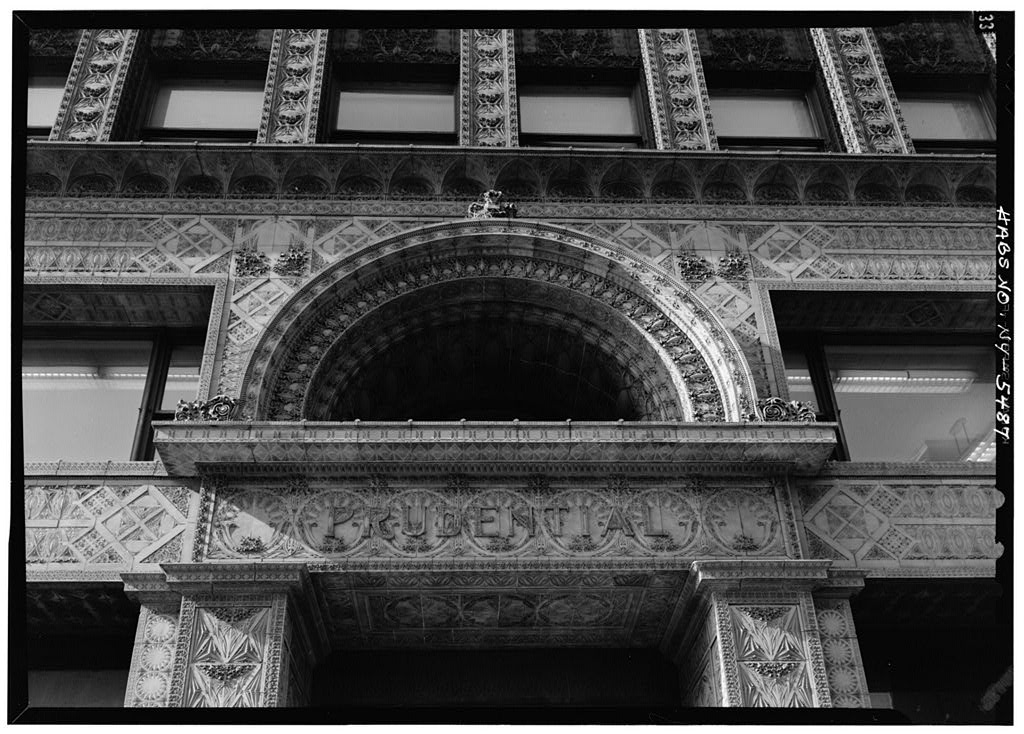
Gedetailleerde ornamentiek boven een entree.
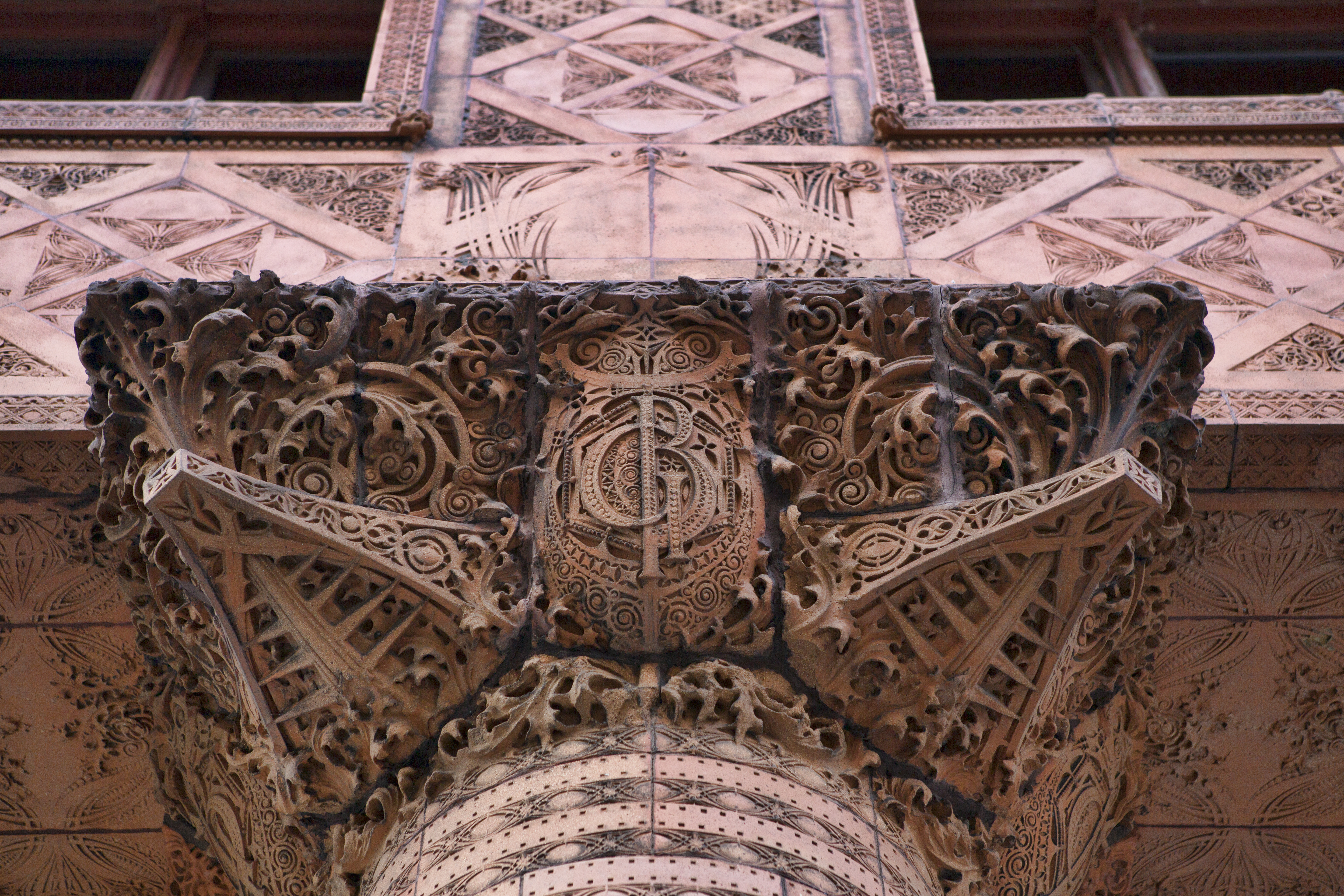
Architectonische ornament
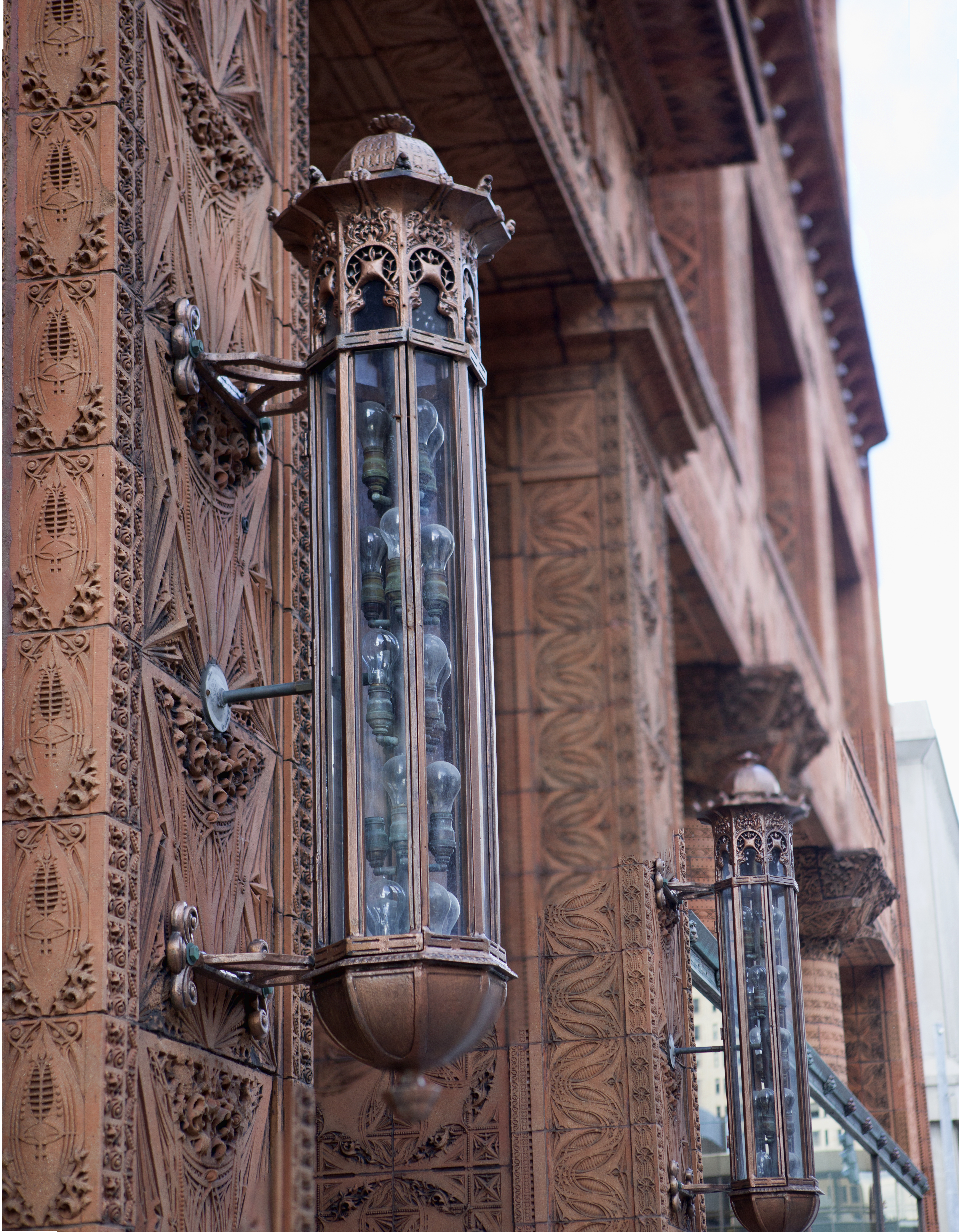
Architectonische ornament